# 귀덕연대
귀덕연대(歸德煙臺)는 대한민국 제주특별자치도 제주시 한림읍 귀덕리, 귀덕초등학교 북쪽에 있는 연대이다. 1996년 7월 18일 제주특별자치도의 기념물 제23-18호로 지정되었다.

## 개요
연대는 횃불과 연기를 이용하여 정치·군사적으로 급한 소식을 전하던 통신수단을 말한다. 봉수대와는 기능면에서 차이가 없으나 연대는 주로 구릉이나 해변지역에 설치되었고 봉수대는 산 정상에 설치하여 낮에는 연기로 밤에는 횃불을 피워 신호를 보냈다. 귀덕연대는 귀덕초등학교 북쪽에 있으며, 명월진에 소속되어 있다.
옛날의 모습은 남아있지 않고, 지금의 연대는 최근에 보수하여 세운 것이다. 이 연대에는 명월진 소속의 별장 6명, 봉군 12명이 배치되어 6교대로 하루 종일 해안선을 지켰다고 한다. 동쪽으로 애월 연대, 서쪽으로 우지 연대와 연결되어 있다.

## 같이 보기
- 귀덕초등학교

## 참고 자료
- 귀덕연대 - 국가유산청 국가유산포털